# Instituto de Física da Universidade Federal do Rio de Janeiro
O Instituto de Física (IF) é uma unidade de ensino, pesquisa e extensão da Universidade Federal do Rio de Janeiro (UFRJ). Criado em 1964, está localizado no prédio do Centro de Tecnologia (CT), na Cidade Universitária, Rio de Janeiro.
O Instituto de Física foi criado em 1964 quando a UFRJ era ainda a Universidade do Brasil. Atualmente é um instituto do Centro de Ciências Matemáticas e da Natureza (CCMN-UFRJ). Sua estrutura compreende quatro departamentos que dividem as atividades de ensino, pesquisa e extensão:  Física Matemática, Física Nuclear,  Física dos Sólidos e  Física Teórica.
Na área de ensino de graduação, o Instituto é responsável pelos cursos bacharelado em física, física médica e licenciatura em física. Além destes três cursos, o Instituto oferece dezenas de disciplinas de serviço para milhares de alunos de graduação de quatro centros da UFRJ: o próprio CCMN, o Centro de Tecnologia (CT), o Centro de Ciências da Saúde (CCS) e o Centro de Letras e Artes (CLA). O Instituto de Física também participa diretamente do consórcio CEDERJ para a educação à distância, sendo responsável pelas disciplinas de física em todos os pólos do estado. 
Já em 1970 o Instituto tinha o objetivo claro de ser um centro de pesquisas de alto nível nas diversas áreas teóricas e experimentais da física. Nessa época se iniciaram as primeiras linhas de pesquisa e com elas as atividades de mestrado, as quais foram credenciadas em 1978 pelo CFE. As atividades de doutorado foram iniciadas em 1979 e credenciadas em 1983. O programa de pós-graduação em física do Instituto é apoiado pelo programa CAPES-PROEX de fomento aos programas de conceito 6 e 7 há vários anos.
O Programa de pós-graduação em física está estreitamente acoplado às atividades de pesquisa científica desenvolvidas no âmbito do Instituto. O Instituto de Física da UFRJ tem se destacado pela excelência das pesquisas desenvolvidas na fronteira do conhecimento e desempenha um papel de liderança científica em várias áreas de pesquisa atual. O impacto e a visibilidade internacional da sua produção científica podem ser inferidos pelo número significativo de artigos publicados nas revistas do grupo Nature, na Science e na Physical Review Letters. 
Além da pós-graduação em física,  o Instituto abriga o programa de mestrado profissional em ensino de física, reconhecido pelo MEC em 2007. O programa tem por objetivo o aperfeiçoamento profissional de professores de Física e o desenvolvimento de métodos e materiais didáticos para o ensino da Física.
Na área de extensão, o Instituto trabalha ativamente na área de divulgação científica, por meio de palestras em eventos para o grande público e entrevistas na grande mídia proferidas por seus professores. O Laboratório Didático do Instituto de Física (LADIF) possui um importante acervo de experiências e vídeos didáticos. Ele recebe visitas agendadas de escolas da rede escolar de ensino médio e fundamental.

## Laboratórios

### Laboratório de NanoMateriais Magnéticos (LNMM)
- Nanomateriais magnéticos duros:
  - Sistemos modelos para o estudo da coercividade;
  - Colaboração com Valeo (Empresa francesa).
- Nanopartículas:
  - Superferromagnetismo;
  - Aparecimento do magnetismo;
  - Aplicação na Biologia;
- Spintrônica:
  - Projeto MagnetoResistência Anisotrópica de Tunelamento (TAMR).
- Montagens:
  - Eletrodeposição para a produção de filmes finos e nanofios;
  - Montagem Magneto Ótica (MOKE) com altos campos pulsados (43 T) para estudo dos processos de magnetização dos sistemas em estudo.

### Laboratório da Radiação Gama e X
O Laboratório da Radiação Gama e X (LAFRAG) foi criado na década de 70 e dedica-se às interações da radiação eletromagnética ionizante com a matéria, principalmente aos espalhamentos Rayleigh e Compton. Ao longo do tempo expandiu suas atividades para a área de Raios X, passando também a trabalhar com aplicações médicas e industriais dessas formas de radiação. O laboratório dispõe de diversos detetores, fontes radioativas de diversas energias, eletrônica associada, uma fonte de raios X industrial de 300 KV, mesa ótica e toda a infra estrutura necessária, além de desenvolver projetos no Laboratório Nacional de Luz Síncrotron (LNLS).
Os pesquisadores diretamente ligados ao laboratório são o Professor Associado Odair Dias Gonçalves e a Professora Adjunta Simone Coutinho Cardoso. O laboratório mantém cooperação com o grupos externos, nacionais e estrangeiros, disponibilizando suas facilidades para projetos conjuntos e desenvolvimentos de projetos de teses. Entre as Instituições do Rio com as quais mantém cooperação destacam-se a Pontifícia Universidade Católica do Rio de janeiro (PUC) e o Programa Naval da Coordenação de Programas de Pós Graduação da UFRJ (COPPE).  Além disso, mantém cooperação com grupos da Universidade Federal do Paraná, da Universidade McMaster do Canadá, da Universidade de Coimbra e da TFH Alemã.

### Laboratório de Partículas Elementares (LAPE)
O LAPE – Laboratório de Física de Partículas elementares do IF-UFRJ foi fundado em 1993 devido ao início da colaboração da UFRJ com o CERN, como parte do experimento DELPHI. É membro da colaboração do experimento LHCb, desde seu início, em 1998, contribuindo na preparação do experimento, desenvolvimento dos detectores e análise de dados. 
O laboratório, que conta com 11 professores pesquisadores e também com alunos de pós graduação e iniciação científica, possui projetos de pesquisa que envolvem estudos dos decaimentos das partículas que contém os quarks b e c, instrumentação e computação científica.
O grupo do LAPE também organiza seminários e masterclasses do LHCb, realizados desde 2015, em colaboração com o CERN. Além dos projetos de pesquisa também possui o projeto de extensão “Descobrindo as partículas elementares”, que trabalha com postagens no Facebook, Twitter e Youtube, fazendo divulgação científica sobre temas da física de partículas. 

### Laboratório de Baixas Temperaturas (LbT)
No Laboratório de Baixas Temperaturas (LbT), estudamos as propriedades físicas de diversos materiais magnéticos e supercondutores submetidos a muito baixas temperaturas e altos campos magnéticos. Destacam-se os materiais magnetocalóricos, materiais que apresentam nanomagnetismo, diversos tipos de cerâmicas perovskitas e novos supercondutores de Ferro e Astato. Realizamos medidas de magnetização, calor específico e magnetoresistividade, em temperaturas até abaixo de 1 K e campos magnéticos até 9 Tesla. Há mais de 5 diferentes criostatos em pleno funcionamento e fornos para preparação de amostras.

### Laboratório de Magnetismo e Supercondutividade (LMS)
As principais áreas de pesquisa do laboratório são:
- A busca por novos materiais supercondutores;
- Investigação da interação entre magnetismo e supercondutividade;
- Caracterização da supercondutividade nos compostos que não apresentam centro da inversão mas com forte acoplamento anisotrópico spin-órbita;
- Investigação do processo de relaxamento nos sistemas magnéticos de baixa dimensionalidade;
- Estudo da influência do processo de salto de alcance variável nas propriedades das perovskitas baseadas em Fe;
- Investigação da evolução da magnetoresistividade em intermetálicos (em função de temperatura ou pressão);
- Magnetismo aplicado (tal como investigação das propriedades anisotrópicas magneticas do aço inox duplex e investigação das propriedades físicas das escalas de tubulação de plantas de produção de petróleo).

Várias técnicas experimentais estão disponíveis para a síntese e caracterização de diferentes tipos de materiais, como intermetálicos e cerâmicas. Vários fornos (arc-melt, indução, resistivo) estão disponíveis para os processos de síntese e recozimento. Técnicas de caracterização disponíveis incluem magnetômetro (baixa temperatura: 1.9 – 300 K, 0 – 9 T, também para altas temperaturas:300-1000 K, 1 T), AC susceptibilidade (baixa temperatura: 4.2 – 300 K, 0 – 5 T), espectroscopia de Mossbauer (2 – 1000 K), resistividade (baixa temperatura: 1.9 – 300 K, 0 – 9 T, 0 – 10 kbar; alta temperatura: 300-1000 K), difração raios-X, analise térmica, e calor específico (0.3- 30 K).

### Laboratório de Ótica Quântica (LOQ)
O Laboratório de Ótica e Informação Quânticas conduz experimentos em ótica quântica, a área da física que descreve o comportamento quântico da luz. O quantum da radiação eletromagnética é conhecido como fóton. A principal ferramenta de trabalho do laboratório é a criação e detecção de pares de fótons. Esses fótons são ditos "gêmeos", pois são emitidos simultaneamente por uma fonte de luz especial. Além disso, eles exibem entrelaçamento, um tipo de correlação puramente quântico, que permite medir as propriedades de um fóton para determinar as propriedades de outro.
A meta do laboratório é entender a natureza da luz em seus aspectos mais fundamentais e desenvolver métodos para utilizar propriedades estritamente quânticas no processamento e tansmissão de informação. Este último objetivo reside no campo de pesquisa conhecido como Informação Quântica.
O foco das atividades de pesquisa é o estudo do entrelaçamento. São executados estudos em dois regimes: variáveis discretas e variáveis contínuas. Em particular, nos últimos anos foram estudados extensivamente o comportamenteo do entrelaçamento sob os efeitos da descoerência.
O Laboratório de Ótica e Informação Quânticas é parte do Grupo de Ótica e Informação Quânticas do IF/UFRJ, e mantém forte colaboração com os pesquisadores teóricos do seu grupo e com diversos outros grupos no Brasil e afora. O laboratório participa do Instituto Nacional de Ciência e Tecnologia de Informação Quântica (INCT-IQ) e recebe suporte financeiro das agências FAPERJ, CAPES e CNPq. No período de 2010 a 2012 o laboratório participou do projeto PHORBITECH Arquivado em 17 de dezembro de  2013, no Wayback Machine. -  A Toolbox for Optical Orbital Angular Momentum.

### Laboratório de Pinças Óticas (LPO)
O laboratório trabalha nas seguintes linhas de pesquisa:
- Pinças óticas e biologia celular: propriedades mecânicas de células, extração de amarras e TNTs, microreologia celular;
- Pinças óticas e interações de superfícies: força de Casimir e força eletrostática de dupla camada entre microesferas.

### Outros laboratórios
- Laboratório de Cristalografia e Raios-X;
- Laboratório de Microscopia Eletrônica;
- Laboratório de Super-Espectroscopia do Rio;
- Laboratório de Colisões Atômicas e Moleculares (LACAM).